# Better Than Ezra
Better Than Ezra je americká rocková skupina, založená v roce 1988 ve městě New Orleans v Louisianě. Původní sestava se skládalo ze čtyř členů; zpěváka a kytaristy Kevina Griffina, kytaristy Joele Rundella, baskytaristy Toma Drummonda a bubeníka Caryho Bonnecaze. Rundell ze skupiny odešel v roce 1990 a následně skupina hrála pouze v triu. V roce 1996 ze skupiny odešel Bonnecaze a nahradil jej Travis McNabb, kterého v roce 2009 nahradil Michael Jerome.

## Diskografie
studiová alba
- Surprise (1990)
- Deluxe (1993)
- Friction, Baby (1996)
- How Does Your Garden Grow? (1998)
- Closer (2001)
- Before the Robots (2005)
- Paper Empire (2009)
- All Together Now (2014)

koncertní album
- Live at the House of Blues, New Orleans (2004)